# Pirogov Glacier
Pirogov Glacier är en glaciär i Antarktis. Den ligger i Västantarktis. Argentina, Chile och Storbritannien gör anspråk på området. Pirogov Glacier ligger 1 115 meter över havet.
Terrängen runt Pirogov Glacier är varierad. Havet är nära Pirogov Glacier åt nordväst. Trakten är obefolkad. Det finns inga samhällen i närheten. 